# Alfred Muzzolini
Alfred Muzzolini, né le 5 octobre 1922 à Magnano (Italie) et mort le 17 février 2003 à Saint-Jean (Haute-Garonne) (France), est un géologue et préhistorien français, spécialiste de l’art rupestre saharien ,,.

## Biographie
Après avoir été séminariste, il fit des études à l'École nationale supérieure de géologie, et accomplit en Afrique une carrière d'ingénieur diamantaire. 
Il se retira ensuite à Toulouse, où il fonda les Éditions des Hespérides, spécialisées dans les livres d'archéologie, et qui seront reprises par les éditions Errance. Parmi les titres qu'il a publiés dans la collection Archéologie-Horizons neuf figurent des ouvrages marquants de Gabriel Camps et Henri Lhote. 
Sa thèse de doctorat porte sur « Le bœuf dans la préhistoire africaine » et ses travaux ultérieurs traitent essentiellement de la chronologie des figurations rupestres du Sahara, de l'évolution des climats et de l'origine des animaux domestiques africains, bœuf et mouton, qu’il étudie en tenant compte des données archéologiques, paléoclimatiques, archéozoologiques et linguistiques. Il réhabilita l’approche stylistique des images rupestres, ce qui lui permit de renouveler les anciennes classifications élaborées par Henri Lhote et Fabrizio Mori pour les peintures et gravures de la Tassili n'Ajjer et de l'Akukas (Tadrart Acacus). Il démontra que le prétendu étage « bubalin » correspond en réalité à un style ne pouvant être dissocié des figurations pastorales du Sahara central. En définissant des critères stylistiques vérifiables et des traits culturels précis (habillement, armement, etc.), il élabora une classification des œuvres  permettant de les situer dans des fourchettes chronologiques approchées mais fiables, tout en les reliant au savoir archéologique le plus récent, du Sahel à l’ensemble de la Méditerranée.
Il fut, avec Giancarlo Negro, le premier rédacteur en chef de la revue internationale Sahara journal, et devint en 1991 le président-fondateur de l'Association des amis de l'art rupestre saharien . Un recueil d'hommages composé par plusieurs préhistoriens a été publié en son honneur en 2006.